# Яш-Нун-Айин I
Яш-Нун-Айин I (дословно Зелёный Крокодил) (правил в 378 — 404) — пятнадцатый правитель древнего майяского царства Мутуль со столицей в Тикале и основатель Второй династии.

## Биография
Предполагается, что в 377—378 годах армия Теотиуакана под предводительством Сиях-Кака вторглась на земли майя, убила Чак-Ток-Ичака II и установила здесь власть теотиуаканского царя Хацом Куха («Совы-Копьеметателя»), а его малолетний сын Яш-Нун-Айин в 378 году был посажен на трон Мутуля.
Так как Яш-Нун-Айин I взошёл на престол в раннем возрасте, в первые годы его правления государством управлял Сиях-Как, будучи своего рода регентом.
Гробница этого правителя («захоронение 10» в Северном акрополе) вместе с многочисленными подношениями была открыта археологами из Пенсильванского университета; сам правитель изображён на двух стелах одетым по теотиуаканской моде. Также с его именем связаны тикальские стелы 4 и 18.
Яш-Нун-Айину I наследовал его сын, Сиях-Чан-Кавиль II.